# Marlene Mevong
Marlene Mevong (* 29. April 1990) ist eine äquatorialguineische Leichtathletin. Sie vertrat ihr Äquatorialguinea 2015 bei den Leichtathletik-Weltmeisterschaften in Peking beim 100-Meter-Lauf und belegte dort im Vorlauf den 50. Platz. Sie absolviert nicht nur 100-Meter-Läufe, sondern auch 200-Meter-Läufe und 60-Meter-Läufe.